# Convento de São Francisco (Portimão)
O Convento de São Francisco, igualmente denominado de Convento Franciscano de Nossa Senhora da Esperança, Convento de Nossa Senhora da Esperança, e Convento dos Capuchos, é uma antiga casa monástica franciscana, situada na cidade de Portimão, na região do Algarve, em Portugal.
O convento foi construído no século XVI, tendo perdido as suas funções religiosas no século XIX, quando foi vendido a particulares. Foi reutilizado como depósito de cortiça e armazém ligado à indústria conserveira, e depois deixado ao abandono, tendo chegado a um avançado estado de degradação.
Apesar de ter uma aparência geralmente sóbria, apresenta alguns elementos de grande interesse artístico, como o claustro maneirista, e o portal manuelino da sala do capítulo. Foi classificado como Imóvel de Interesse Público em 1993.
No século XXI os proprietários e a autarquia de Portimão avançaram com várias propostas para a reabilitação e reconversão do monumento numa unidade hoteleira ou num estabelecimento de ensino, mas sem sucesso.

## Descrição
O convento situa-se na margem ocidental do Rio Arade, junto da foz daquele curso de água, e do porto, numa zona nobre de Portimão. É considerado um dos principais monumentos da cidade devido à sua história e situação geográfica, sendo uma das primeiras vistas que os visitantes têm de Portimão quando chegam por via marítima, como os passageiros dos navios de cruzeiro. Nas imediações do convento situa-se o Museu Municipal de Portimão. Pinho Leal, na sua obra Portugal Antigo e Moderno: Diccionario, editada em 1876, refere que o convento estava situado num local «formoso», mesmo junto ao rio, com as àguas a atingirem os muros da cerca durante as enchentes. Relata igualmente que o local em frente do convento era normalmente utilizado pelas embarcações para fundearem, antes da foz do rio ter sido bloqueada pelas areias.

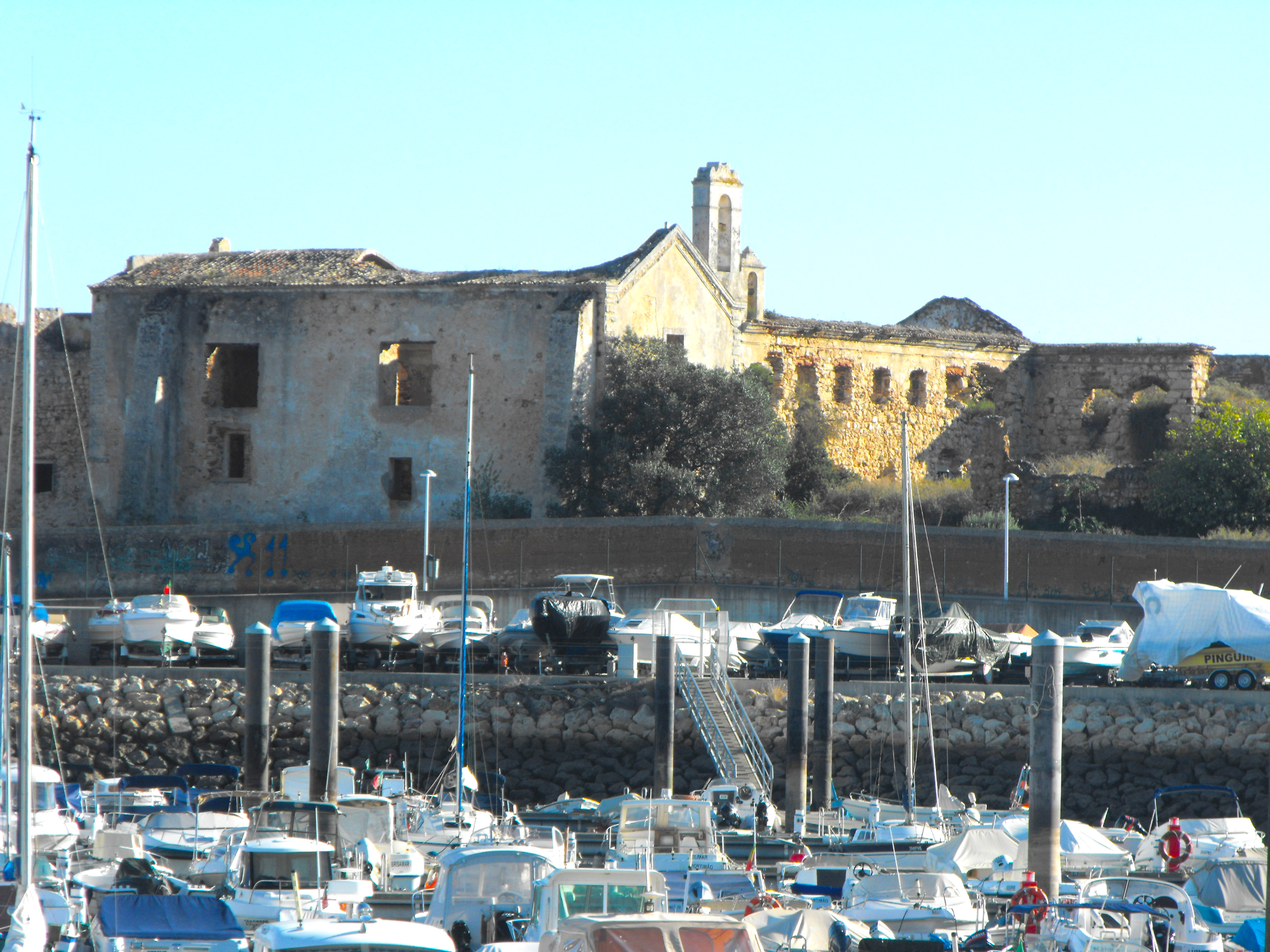
Vista Noroeste do Convento, em 2018. O grande edifício do lado esquerdo é a antiga igreja.

Os edifícios do convento situam-se num terreno de grandes dimensões delimitado por uma cerca, sendo a área intra-muros moderna superior à original. O complexo é formado essencialmente por um conjunto de edifícios interligados de dois pisos, que inclui uma igreja, um claustro, várias salas capitulares, os dormitórios para os frades, e um refeitório. A igreja é o elemento mais antigo no convento, e apresenta uma estrutura simples e modesta, estando organizada numa só nave, com uma capela-mor de planta rectangular, que foi reformada durante o período maneirista, e um nartex de forma quadrangular. O coro da igreja está situado sobre o nartex, numa composição semelhante à da igreja do Convento de Nossa Senhora do Desterro, em Monchique. Destaca-se o portal de entrada, que é considerado como o principal elemento decorativo em todo o complexo. Em contraste, o portal do nartex é muito mais sóbrio, com arco de volta perfeita e moldura e cantaria. Também é de especial interesse um brasão circular, em pedra de jaspe, com as armas de Simão Correia, rodeado por um cordão vegetalista entrançado, estilisticamente integrado no manuelino tardio, que originalmente se encontrava no convento e foi transportado para o Museu de Portimão. Segundo Pinho Leal, este brasão tinha estado colocado «sobre as portas d'esta igreja». Refere igualmente que também existia um escudo de armas no arco da capela-mor, de D. Baltazar de Melo da Cunha e da sua esposa, D. Beatriz de Almada. Pinho Leal referiu igualmente que a igreja da Senhora da Esperança era alvo de grande devoção por parte dos habitantes da vila, «principalmente dos navegantes e pescadores». O templo possuía um alpendre, onde foi sepultado o frade Antonio de Silves, cuja campa indicava que tinha falecido devido à sua caridade, uma vez que tinha apanhado a peste enquanto tratava das pessoas atingidas por aquela doença.
O claustro, no estilo maneirista, apresenta dois andares de alturas desiguais, possuindo o superior cerca do dobro da altura do inferior. As alas do claustro são cobertas por abóbadas com cruzaria de ogivas, e dão acesso à quadra central através de catorze arcos de volta perfeita, suportados por pilares de planta quadrangular com impostas salientes. Originalmente todas as dependências no interior do convento tinham acesso ao claustro, espelhando a sua função como centro da vida comunitária no complexo. Estas dependências são diferentes entre si, apresentando os vários estilos típicos da época quinhentista, diversidade que pode ser explicada pelos vários períodos de construção do convento, destacando-se o portal da sala capitular, com arco contracurvado com motivos decorativos manuelinos. Na obra Levantamento arqueológico-bibliográfico do Algarve, os autores Mário e Rosa Varela Gomes documentaram a reutilização de duas colunas romanas no interior do convento.

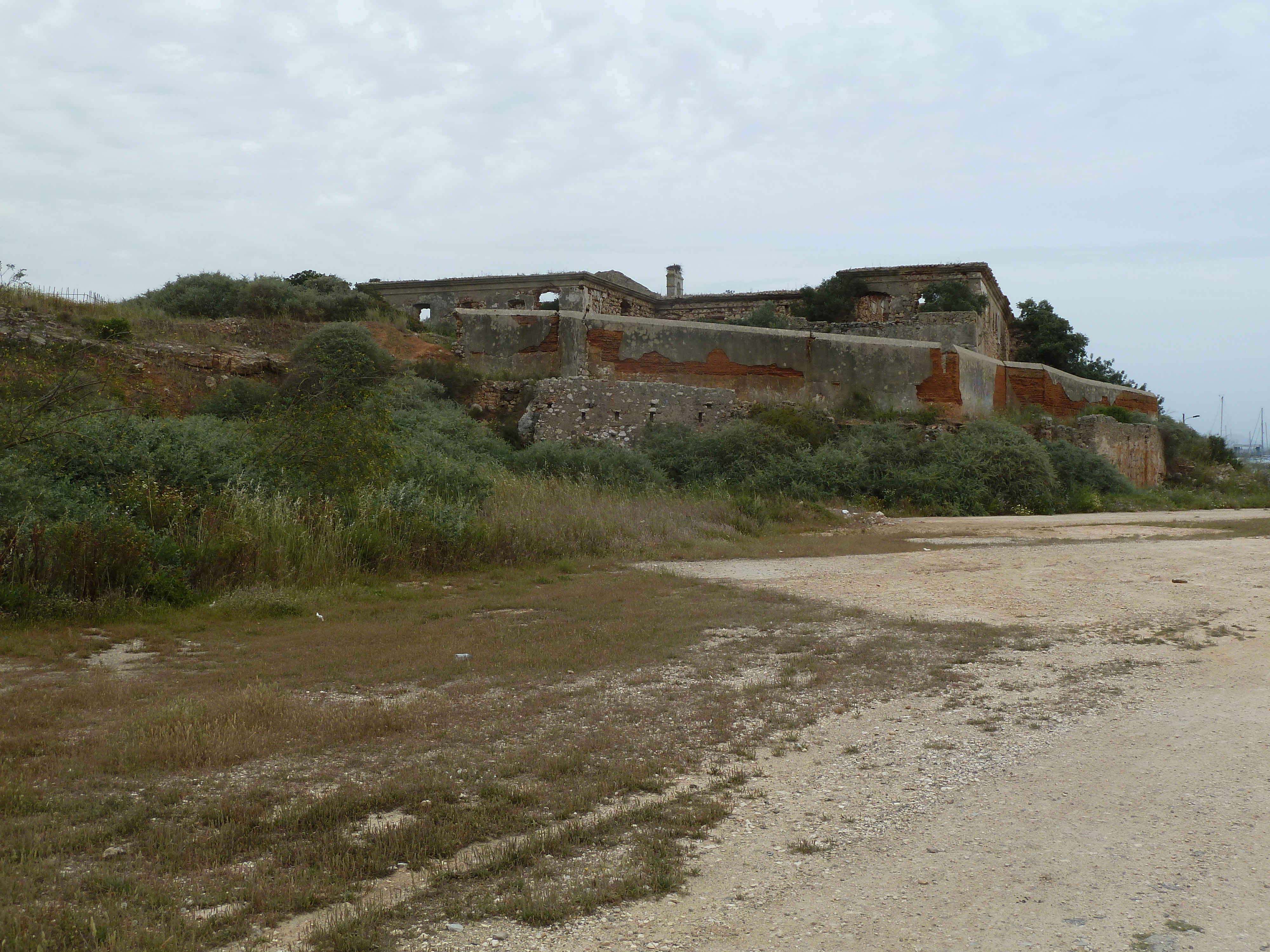
Vista de Sul das ruínas do convento.

## História

### Antecedentes e convento original
O local onde se ergue o convento foi ocupado pelo menos desde a época romana, tendo sido encontrados vestígios de estruturas e outros materiais deste período na área da cerca. Pinho Leal refere que na Quinta de São Francisco, em frente da cerca do convento, foram encontradas sepulturas do período romano, que continham vestígios ostelógicos, moedas, um pequeno machado, e fragmentos de cerâmica, um destes com a marca de cunhagem Juniorum.
O primeiro impulso para a instalação de um convento no local deu-se em 1530, quando Simão Correia, capitão de Azamor e um das principais figuras do século XVI no Algarve, ofereceu um conjunto de vários edifícios junto ao rio à confraria dos Frades Observantes da Província de Portugal. Pinho Leal descreveu esta propriedade como «umas casas e quinta [...] que tinha junto ao rio, e que eram um pouco do sitio onde se construiu o mosteiro». Segundo Pinho Leal, Simão Correia tinha casado com D. Joana de Faria, da alta nobreza, motivo pelo qual o rei D. Manuel o distinguiu com a posição de aio da sua filha, D. Beatriz de Portugal. Assim, Simão Correia acompanhou-a até ao Sabóia após o seu casamento com D. Carlos III, tendo sido apenas no seu regresso a território nacional, em 1530, que doou as casas aos religiosos. Este complexo incluía uma uma pequena capela dedicada a Nossa Senhora da Esperança, que Simão Correia tinha construído como agradecimento pela intervenção divina durante a sua carreira militar. Os frades ocuparam o convento desde 1530 até 1533, ano em que a Província do Algarve se separou da de Portugal, tendo ficado entregue aos membros da nova Província.
Por ordem do rei D. João III, em 1541 os frades capuchos da Província da Piedade abandonaram o Convento de São Francisco, em Faro, que passou a ser ocupado pelos Franciscanos Observantes da Província de Portugal, e estabeleceram-se no convento de Portimão. Pinho Leal argumentou que esta transição de Faro para Portimão teve origens em desavenças entre aquela comunidade e o monarca: «Tinham os religiosos da Piedade, um mosteiro na cidade de Fáro, então habitado por frades de exemplar virtude. D. João III, quiz que elles se encarregassem da direcção de um convento de freiras da sua ordem, que havia na mesma cidade. Os frades não quizeram acceitar o governo de mulheres, com receio de que, com o tempo, se viesse a relaxar a sua regra, ou houvesse algum escândalo; e por mais que o rei e sua mulher, a rainha D. Catharina, instassem com os frades, elles oppozeram uma tenaz resistência. Para se livrarem de novas instancias, offereceram ao rei o seu mosteiro, para o dar aos padres observantes da província do Algarve, e para que estes tomassem a seu cargo a direcção do mosteiro das freiras; mas largando aos capuchos um mosteiro que andavam a construir em Portimão. O rei acceitou a proposta, e, no anno de 1541, havida a licença do geral da ordem, se passaram os capuchos para esta villa, a tomar posse do seu novo mosteiro». Este processo de transferência foi duramente criticado por Nuno Rodrigues Barreto, que tinha impulsionado a construção do convento de Faro, tendo por este motivo exigido a instalação de um novo edifício monástico em Loulé, cujas obras também financiou.

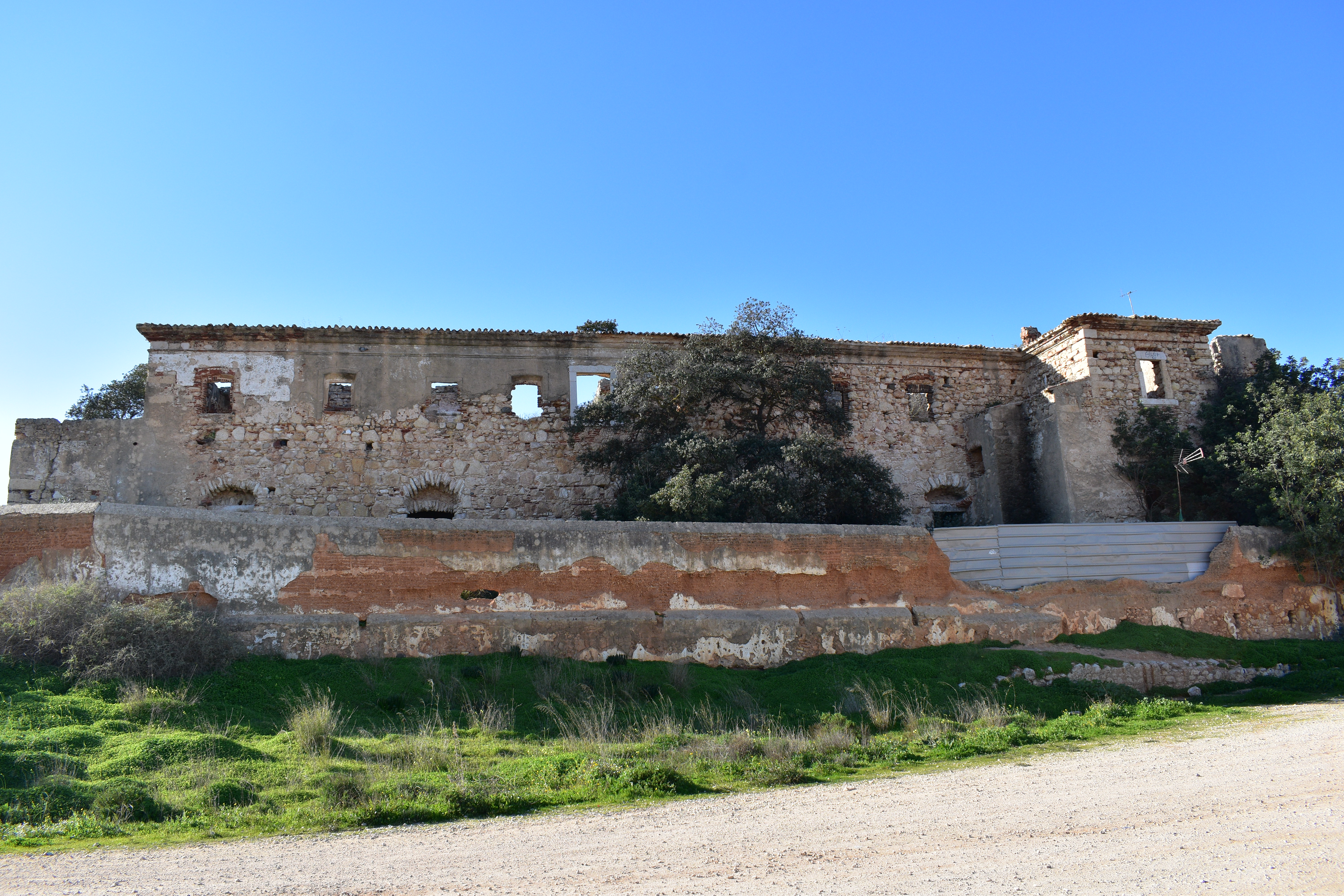
Fachada oriental do convento, em 2020. Deste lado ficavam as cozinhas e uma sala capitular, no piso térreo, enquanto que o primeiro andar era ocupado por celas.

### Construção do convento definitivo
Assim, em 1541 Simão Correia fundou um novo convento no local das antigas instalações da Província da Piedade, que foram quase totalmente demolidas para a construção de um novo edifício, mais adequado à regra dos frades capuchos, tendo o único elemento sobrevivente do complexo original sido a igreja. Simão Correia foi depois sepultado, em conjunto com o irmão, na primeira casa do capítulo do convento. Segundo Pinho Leal, a capela-mor original da igreja era de reduzidas dimensões, tendo sido reconstruída por ordem do fidalgo D. Baltazar de Melo da Cunha ou D. Belchior de Mello Cunha, e pela sua esposa, D. Beatriz de Almada, de forma a ficar «mais ampla e com grande perfeição». Foram ambos sepultados na capela-mor, com uma pedra tumular a indicar que D. Beatriz tinha falecido em 1585, já após a morte do marido. D. Beatriz deixou no seu testamento que mais ninguém poderia ser enterrado na sepultura, a não ser um sobrinho seu ou os seus descendentes, ou alguma pessoa que fosse considerada suficientemente notável. Pediu igualmente aos seus herdeiros que todos os anos fornecessem os materiais que fossem necessários à fábrica da capela-mor, e azeite, vinho e hóstias para as missas que fossem ali feitas. Esta obrigação foi dada a um morgado criado por D. Beatriz, «e que depois possuiu Gaspar Sarria, pessoa principal d'esta villa». Uma vez que tanto os fundadores como os patrocinadores do convento faleceram sem deixar descendentes, o patronato foi depois entregue aos Condes de Vila Nova de Portimão, «que foram sempre protectores sollicitos do mosteiro».
A construção do complexo prolongou-se pelo menos até à transição para o século XVII, como se pode verificar pela diversidade das formas e estilos presentes nas várias dependências do convento, correspondentes aos vários estilos em voga durante as obras. Por exemplo, o portal da sala capitular possui elementos decorativos que a identificam como parte da primeira fase de construção do edifício, enquanto que o portal do nartex foi instalado na Década de 1570, e as alas do claustro e o refeitório terão sido construídos na viragem para o século XVII.

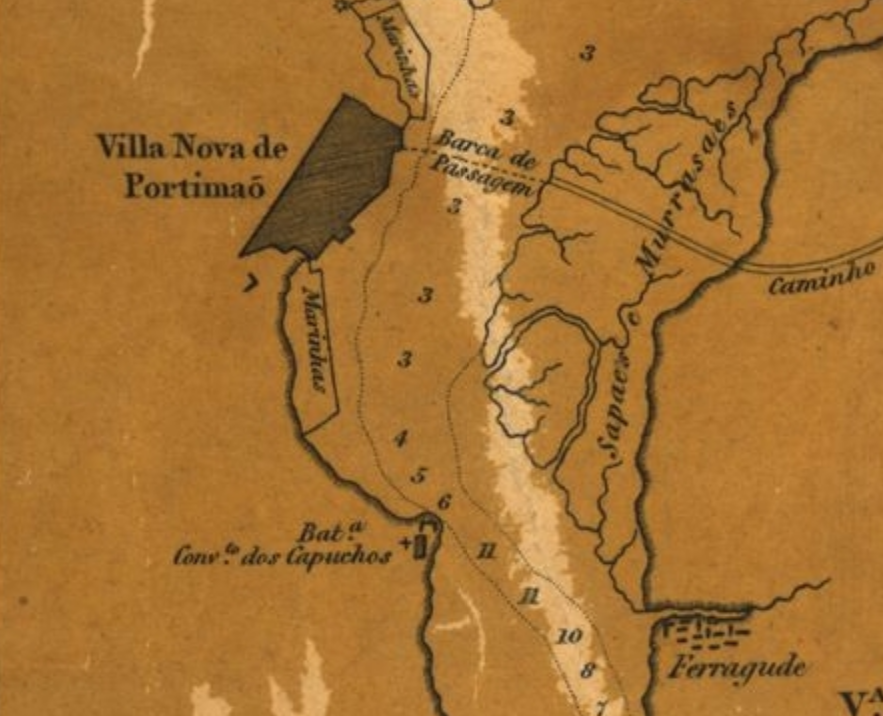
Detalhe da Carta Geral de Marino Franzini, onde se pode ver a localização da vila de Portimão e do Convento franciscano, com a bateria anexa.

### Declínio e encerramento
O convento chegou a ser um dos mais importantes centros espirituais do Algarve, mas entrou numa fase de profundo declínio após o século XVIII. Foi muito danificado pelos sismos de 27 de Dezembro de 1722, e de 1 de Novembro de 1755, tendo este último provocado a derrocada da abóbada da igreja e de algumas dependências, levando a uma relocalização temporária da comunidade para a Igreja do Corpo Santo.
Na Carta geral que comprehende os planos das principaes barras da costa de Portugal aqual se refere a carta reduzida da mesma costa, elaborada por Marino Miguel Franzini em 1811, regista-se a presença de uma bateria junto ao Convento de São Francisco, então conhecido como Convento dos Capuchos. Em 1834, o convento foi abandonado na sequência da extinção das ordens religiosas, tendo sido posteriormente vendido em hasta pública, pelo valor de 4000$000, a José Maria Eugénio de Almeida. Segundo a Chorographia Moderna do Reino de Portugal, editada em 1876, a proprietária do antigo convento era D. Maria das Dores, viúva de José Maria Eugénio de Almeida. Também pertenceu ao par do reino Carlos Maria Eugénio de Almeida. O complexo foi reutilizado em diversas  funções, agravando o seu processo de degradação. Em 24 de Abril de 1884, o antigo convento foi devastado por um incêndio, sendo nessa altura a igreja utilizada como depósito para cortiça.

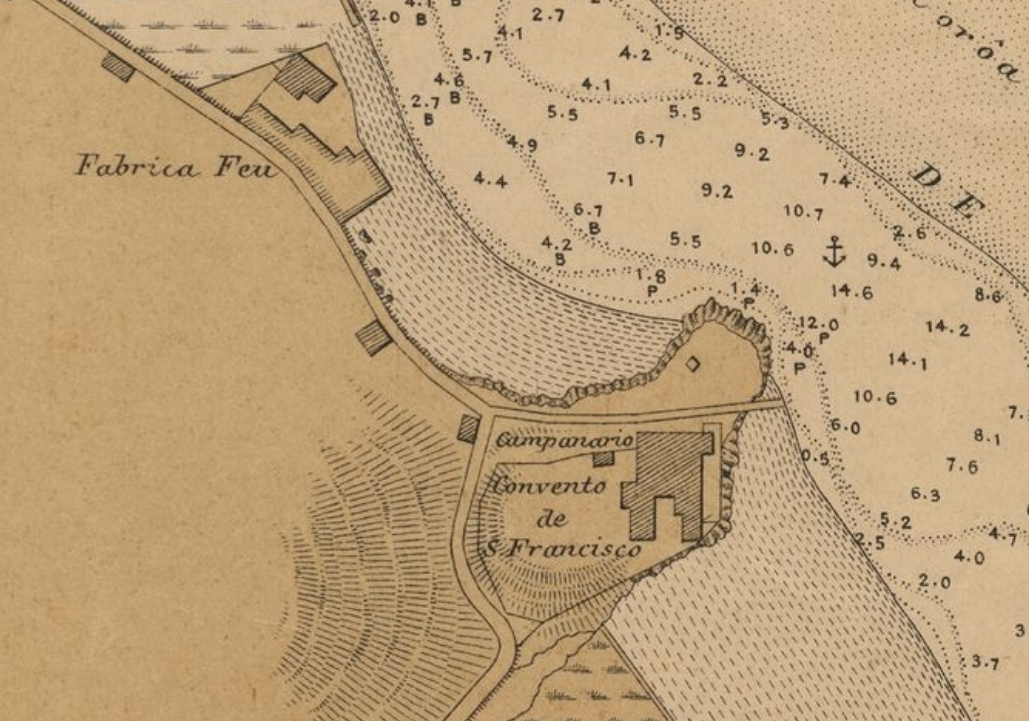
Detalhe do Convento de S. Francisco e da Fabrica Feu no Plano hidrográfico de Portimão, elaborado em 1916.

### Século XX
Em 1911, quando já estava ao abandono, foi comprado pelo eminente industrialista Júdice Fialho, que o converteu num armazém e estrutura de apoio para a sua empresa, que operava na construção naval e na produção de conservas. Esteves Pereira referiu na sua obra Diccionario Historico, publicada em 1915, que o cais de Portimão começava junto da ponte rodoviária e terminava num paredão «destinado a chegar ao antigo convento dos Capuchos, formando um aterro de 74 m. de largura». No mapa da Costa sul de Portugal entre os cabos de S. Vicente e St. ª Maria, de 1924, estão marcados dois fundeadouros na zona de Portimão, um nas imediações do convento e outro fora da barra.
Num artigo publicado no jornal Comércio de Portimão de 5 de Agosto de 1982, a situação do convento foi classificada como uma «vergonha» para a cidade de Portimão, e propôs que as ruínas fossem alvo de trabalhos de conservação, ajardinamento e iluminação, devendo o monumento ser utilizado como espaço para eventos artísticos e culturais. O convento foi classificado como Imóvel de Interesse Público pelo Decreto n.º 45/93, de 30 de Novembro.

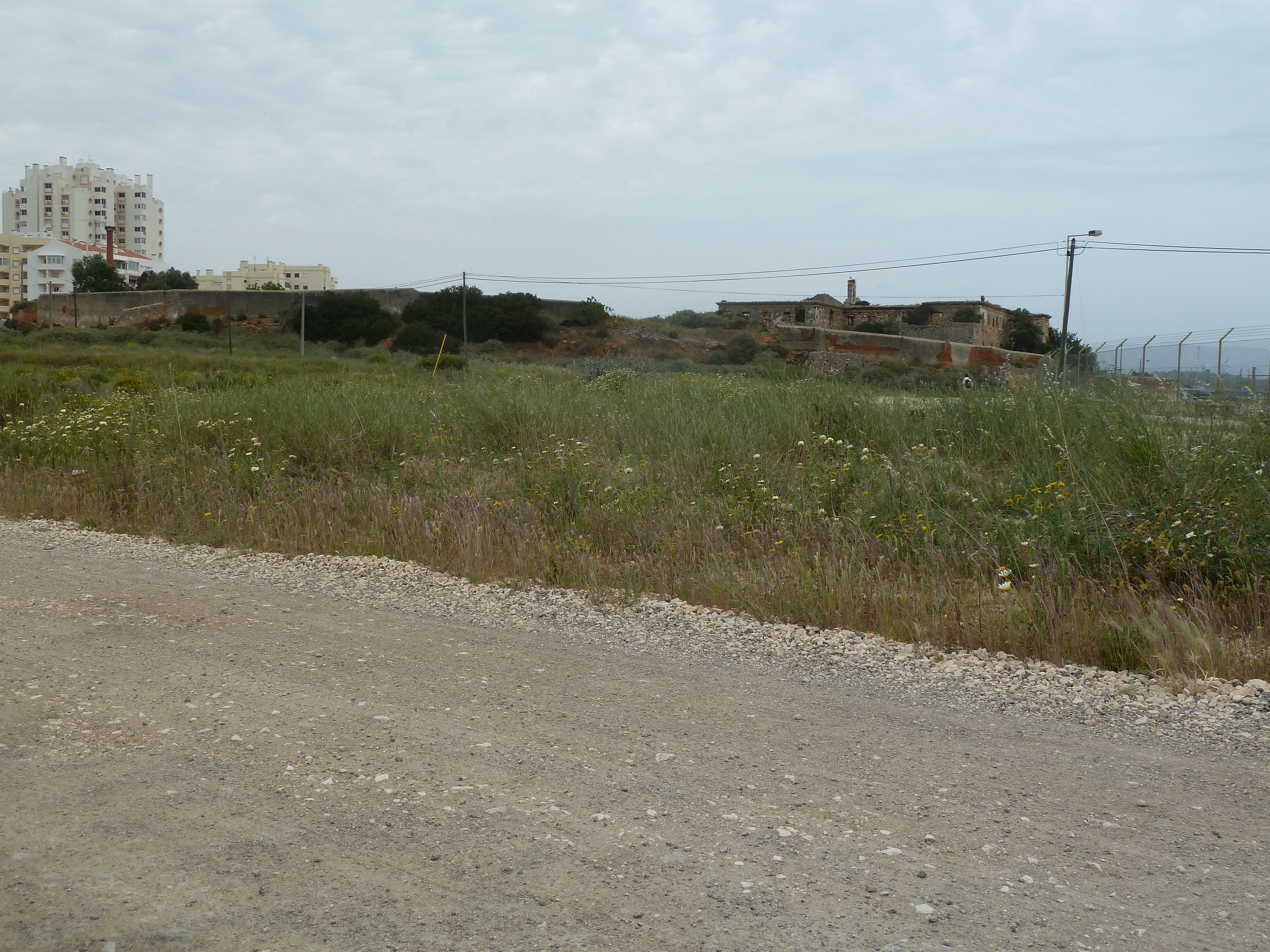
Vista de Sul do convento em 2012, sendo visível a ampla área delimitada pela cerca, muito superior ao edifício em si.

### Século XXI
Nos princípios do século XXI, o complexo ainda era propriedade privada, estando na posse dos herdeiros de Júdice Fialho. Ao longo dos séculos XX e XXI, a Câmara Municipal de Portimão fez várias tentativas junto do governo central e dos proprietários para adquirir ou expropriar o monumento, no sendo de proceder à sua reabilitação, mas sem sucesso, situação que agravou as condições de ruína em que se encontrava. Além disso, devido à sua situação de abandono, passou a ser utilizado por pessoas sem abrigo e toxicodependentes, gerando problemas de segurança na área. A expropriação não foi possível devido às circunstâncias legais, enquanto que as elevadas somas exigidas pelos proprietários impossibilitaram quaisquer possibilidades de um acordo entre ambas as partes, além que estes alegadamente também não dispunham dos fundos necessários para avançar com a reabilitação do monumento. Em 2003, a autarquia iniciou a preparação de um plano para a requalificação do antigo convento, e em 23 de Março de 2006 o Conselho de Ministros autorizou parcialmente um programa de urbanização da frente ribeirinha de Portimão, cuja área incluía o Convento de São Francisco, que segundo o então presidente da Câmara Municipal, Manuel da Luz, iria ser convertido numa «pousada ou hotel de charme». Este programa de reconversão tinha sido proposto pelos donos do imóvel, e transformaria o convento numa unidade hoteleira de luxo, com uma forte aposta na vertente cultural, que teria cerca de sessenta quartos, uma piscina, um restaurante, um bar e um espaço de conferências. Porém, em 2008 Manuel da Luz comentou que «a proposta do hotel está muito atrasada em termos de apreciação, há muitas coisas a ser discutidas… e como as coisas não avançavam, resolvemos fazer proposta de adquirir o imóvel». Depois de expropriado, o monumento seria convertido num estabelecimento de ensino, o Centro de Investigação e Formação Avançada em Turismo, que seria um dos dois pólos de formação administrados pelo Hospitality Management Institute, sendo o outro na Escola Superior de Hotelaria e Turismo do Estoril. Previa-se que as obras de reconversão do antigo convento fossem ser financiadas através de uma candidatura a fundos comunitários, no âmbito do Quadro de Referência Estratégico Nacional. Este estabelecimento seria destinado à formação avançada de altos quadros na indústria do turismo, e teria várias salas para seminários, gabinetes de trabalho, um auditório, uma biblioteca, um bar e um restaurante, várias zonas de lazer, e uma área de alojamento com cerca de trinta quartos. Porém, esta iniciativa também não avançou, tendo as condições oferecidas pela autarquia sido rejeitadas por parte do grupo dos herdeiros.
Nos princípios de 2013, foi formado um movimento de cidadãos que reclamavam urgentemente a realização de obras no monumento, que contou com o apoio da Câmara Municipal. Em Dezembro de 2016, a autarca Isilda Gomes criticou a conduta dos proprietários do convento, durante uma sessão da Assembleia Municipal, tendo posteriormente afirmado que iriam ter de «tomar uma decisão definitiva», ou então iria avançar com «todas as acções legais possíveis». Em 2018, a arquitecta Rita Ceríaco Pereira recebeu uma menção honrosa no Archiprix - Prémio Nacional de Arquitectura, Urbanismo e Arquitectura Paisagista, pela dissertação Convento de Nossa Senhora da Esperança de Portimão: património, passado e futuro. Este plano foi descrito por Rita Pereira como uma «estratégia urbana» que iria debruçar-se sobre o imóvel e a zona em redor, permitindo o seu reaproveitamento como «um novo espaço para a cidade e para o quotidiano da população portimonense», e ao mesmo tempo garantir a «valorização e revitalização do património esquecido». Em Novembro de 2019, o monumento estava à venda na empresa imobiliária de luxo Luximo’s Christie’s, pelo valor de oito milhões de Euros. De acordo com as informações na página da imobiliária, o terreno tinha uma área de 12 mil m², enquanto que a de construção era de 950 m², tendo a propriedade sido descrita como um «imóvel com potencial para turismo e habitação que poderá ser recuperado e a sua área de construção ampliada». Em Maio de 2021, uma delegação do Bloco de Esquerda visitou o convento, como parte de um roteiro a vários monumentos culturais e ambientais no concelho de Portimão, tendo criticado o avançado estado de degradação em que se encontrava o imóvel, e a incapacidade dos executivos centrais e municipais em proceder à sua reabilitação.

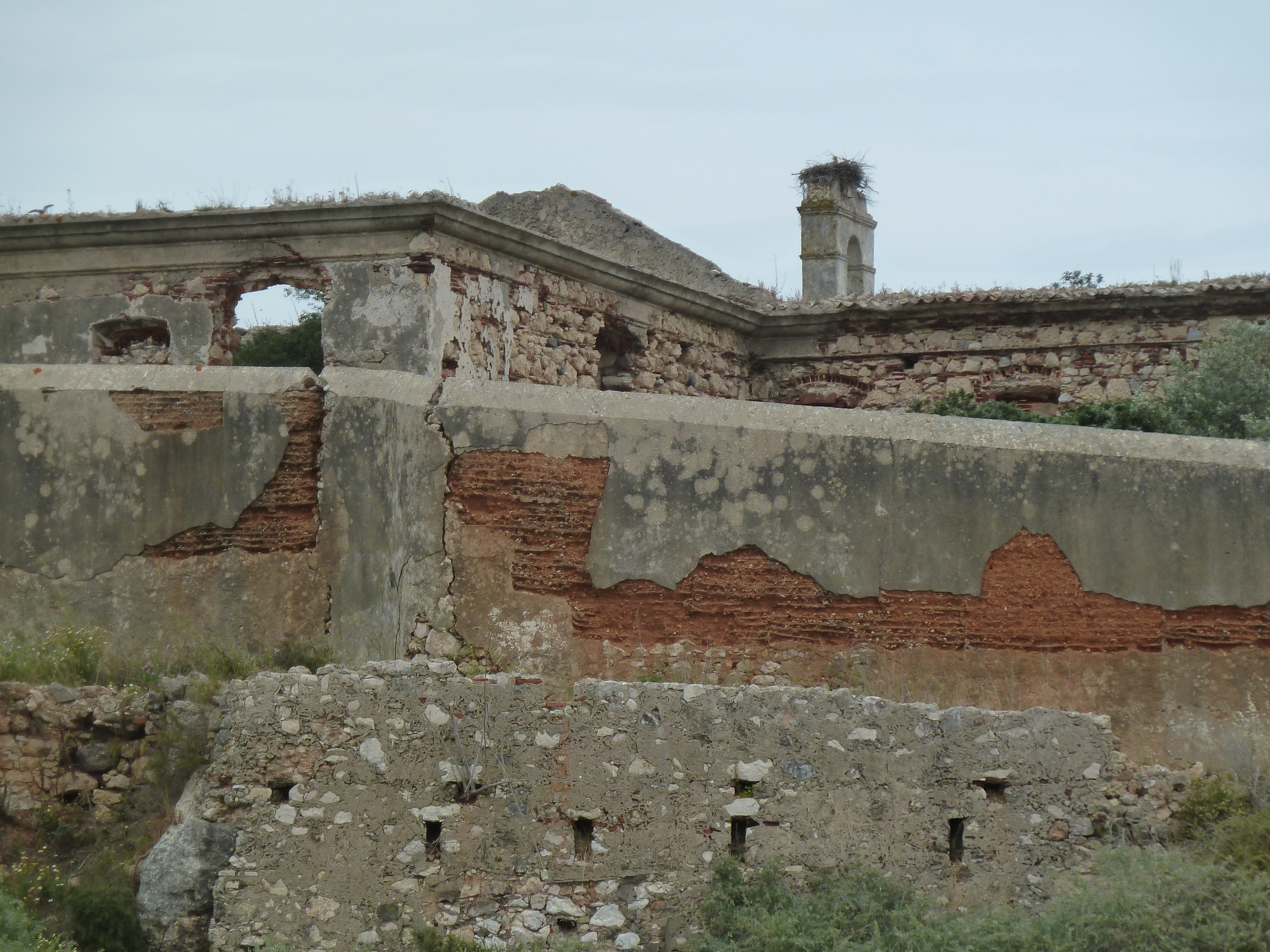
Vista parcial do convento.

## Leitura recomendada
- VENTURA, Maria da Graça Mateus; MARQUES, Maria da Graça Maia (1993). Portimão. Lisboa: Editorial Presença. 130 páginas
- VIEIRA, José Gonçalves (1911). Memória monographica de Villa Nova de Portimão. Porto: Typographia Universal. 102 páginas
- RAMOS, Manuel Francisco Castelo (1996). «Decoração arquitectónica manuelina na região de Silves (séculos XV-XVI)». Xelb (3). Silves: Câmara Municipal de Silves. p. 79-142